# Faggot

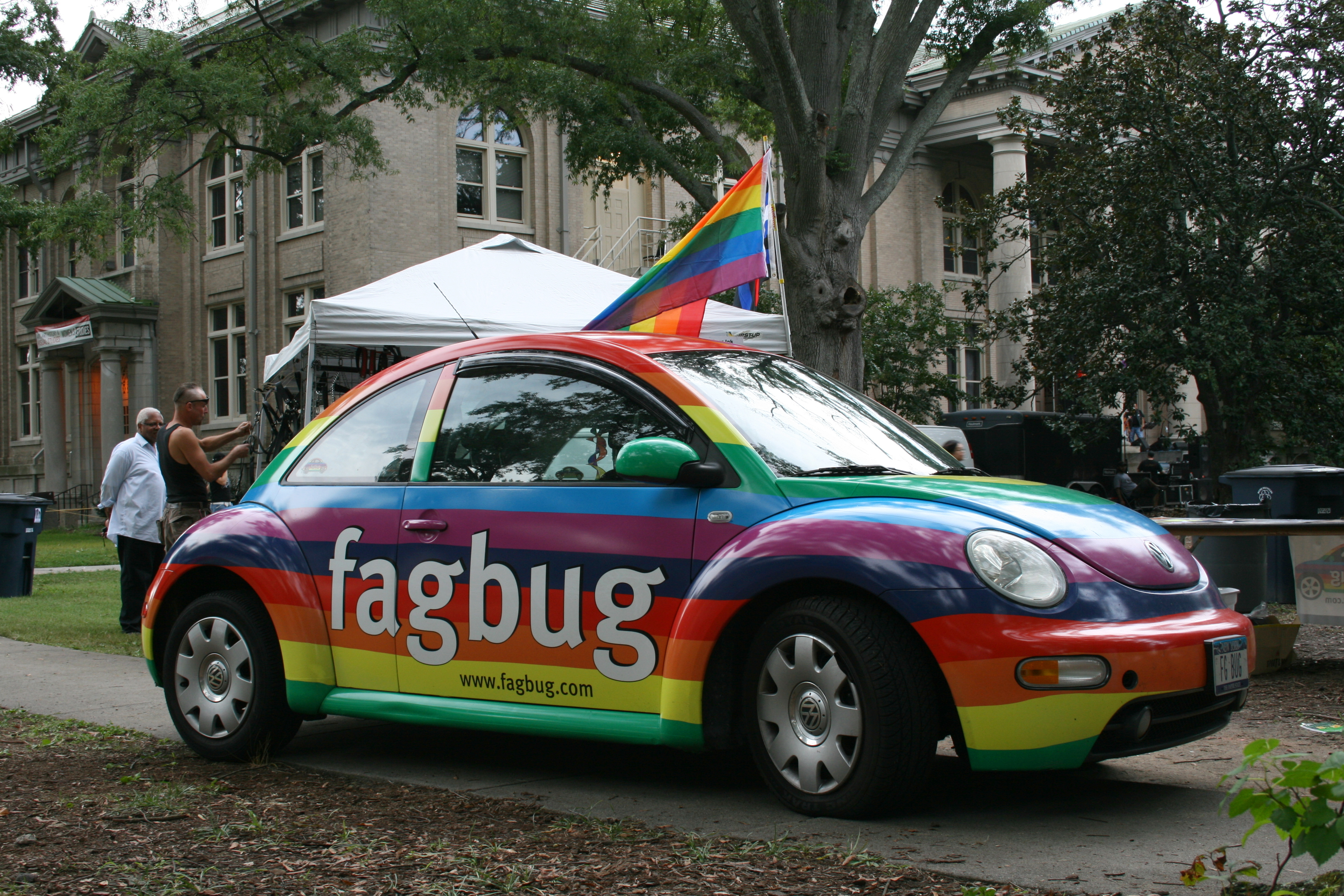
Em resposta a uma pichação fag pintada com spray em seu carro, o proprietário de um Volkswagen Beetle ("Bug") nomeou-o "The Fagbug" e embarcou em uma viagem transamericana para conscientizar sobre a homofobia e direitos LGBT que foi documentada em um filme de mesmo nome.

Faggot, muitas vezes abreviado para fag, é um termo pejorativo usado principalmente na América do Norte, para se referir a uma pessoa gay. Além de seu uso para se referir a gays e algumas pessoas trans, em particular, também pode ser usado como um termo pejorativo para um "homem repelente". Seu uso se espalhou dos Estados Unidos para diferentes extensões em outras partes do mundo de língua inglesa através da cultura de massa, incluindo filmes, música e Internet.

## Etimologia
A gíria americana é registrada pela primeira vez em 1914, a forma abreviada fag pouco depois, em 1921. A sua origem imediata não é clara, mas é baseado na frase "feixe de varas", derivado finalmente, via francês antigo, Latim italiano e vulgar, do latim fascis.
A palavra faggot tem sido usada em inglês desde o final do século XVI como um termo abusivo para mulheres, particularmente mulheres idosas, e a referência à homossexualidade pode derivar disso, pois os termos femininos são frequentemente usados com referência. para homens homossexuais ou efeminados (cf. nancy, sissy, rainha). A aplicação do termo a mulheres idosas é possivelmente uma abreviação do termo "fagot-gatherer", aplicado no século XIX a pessoas, especialmente viúvas mais velhas, que viviam escassamente colhendo e vendendo lenha. Também pode derivar do sentido de "algo estranho de carregar" (compare o uso da palavra bagagem como um termo pejorativo para os idosos em geral).
Uma possibilidade alternativa é que a palavra esteja relacionada com a prática de fagging nas escolas particulares britânicas, na qual meninos mais novos desempenhavam deveres (potencialmente sexuais) para meninos mais velhos, embora a palavra faggot nunca tenha sido usada nesse contexto, apenas fag. Há uma referência à palavra faggot que está sendo usada na Grã-Bretanha do século XVII para se referir a um "homem contratado para o serviço militar simplesmente para preencher as fileiras no agrupamento", mas não há conexão conhecida com o uso pejorativo moderno da palavra.
A palavra iídiche faygele, lit. "passarinho", foi reivindicado por alguns como relacionado ao uso americano. A semelhança entre as duas palavras torna possível que pelo menos tenha tido um efeito reforçador.
Existe uma lenda urbana, chamada de "afirmação frequentemente reimpressa" de Douglas Harper, de que o significado da gíria moderna se desenvolveu a partir do significado padrão de faggot como "feixe de paus para queimar" em relação à queima na fogueira. Isso não tem fundamento; o surgimento da gíria no inglês americano do século XX não tem relação com as penas de morte históricas para a homossexualidade.

## Uso no Reino Unido
Originalmente confinado aos Estados Unidos, o uso das palavras fag e faggot como epítetos para homens gays se espalhou por outras partes do mundo de língua inglesa, mas a extensão em que são usadas nesse sentido variou fora do contexto de cultura popular importada dos EUA. No Reino Unido e em alguns outros países, as palavras queer, homo e poof são muito mais comuns como termos pejorativos para homens gays. A palavra faggot no Reino Unido normalmente se refere a um tipo de almôndega (fagot), enquanto fag é mais comumente usada como gíria para "cigarro".
Os termos fag/fagging, têm sido amplamente utilizados para a prática de alunos mais jovens que atuam como empregados pessoais dos meninos mais velhos há mais de cem anos na Inglaterra, no sistema de ensino público da escola.
O uso de fag e faggot como termo para um homem afeminado passou a ser entendido como um americanismo no inglês britânico, principalmente devido ao uso da mídia de entretenimento em filmes e séries de televisão importados dos Estados Unidos. Quando o deputado trabalhista Bob Marshall-Andrews foi ouvido supostamente usando a palavra em uma conversa informal de mau humor com um colega direto no lobby da Câmara dos Comuns em novembro de 2005, foi considerado abuso homofóbico.

## Uso impresso antecipado
A palavra faggot em relação à homossexualidade foi usada já em 1914, em A Vocabulary of Criminal Slang, with Some Examples of Common Usages, de Jackson e Hellyer, que listavam o seguinte exemplo sob a palavra arraste:
"Todos os viados (maricas) estarão vestidos de arrasto no baile hoje à noite."
A palavra fag é usada em 1923 em The Hobo: The Sociology of the Homeless Man por Nels Anderson:
"Fadas ou fagots são homens ou meninos que exploram o sexo para obter lucro."
A palavra também foi usada por um personagem do romance de Claude McKay, de 1928, Home to Harlem, indicando que foi usada durante o Renascimento do Harlem. Especificamente, um personagem diz que ele não pode entender:
"uma mulher volumosa e um homem esquisito"

## Uso por jovens
Através de pesquisa etnográfica em um ambiente de ensino médio, CJ Pascoe examinou como os meninos americanos do ensino médio usaram o termo fag durante o início dos anos 2000. O trabalho de Pascoe sugeriu que esses meninos usassem o epíteto da fag como uma maneira de afirmar sua própria masculinidade, alegando que outro garoto é menos masculino; aos olhos deles, isso o torna um fag, e seu uso sugere que se trata menos de orientação sexual e mais de gênero. Um terço dos meninos do estudo de Pascoe alegou que não chamariam um colega homossexual de fag, levando Pascoe a argumentar que a fag é usada nesse cenário como uma forma de policiamento de gênero, na qual os meninos ridicularizam outros que falham na masculinidade, coragem ou força. Como os meninos não querem ser rotulados como fag, eles lançam o insulto a outra pessoa. Pascoe sentiu que a identidade da fag não constitui uma identidade estática ligada ao garoto que recebeu o insulto. Pelo contrário, fag é uma identidade fluida que os meninos se esforçam para evitar, geralmente nomeando outra como fag. Como Pascoe afirma, "[a identidade da fag] é fluida o suficiente para que os meninos policiem seus comportamentos por medo de ter a identidade da fag permanentemente aderida e definitiva o suficiente para que os meninos reconheçam um comportamento de fagot e se esforcem para evitá-la".

## Uso na cultura popular

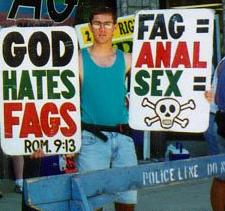
Benjamin Phelps, neto de Fred Phelps e criador da primeira página "GodHatesFags", também é da Igreja Batista de Westboro, que emprega regularmente sinais de piquete como esses usando o cigarro como epíteto.

Há uma longa história de uso de fag e faggot na cultura popular, geralmente em referência a lésbicas, gays, bissexuais e transgêneros. O documentário de 1995 de Rob Epstein e Jeffrey Friedman, The Celluloid Closet, baseado no livro de mesmo nome de Vito Russo, observa o uso de fag e faggot na história do cinema de Hollywood. A campanha Think Before You Speak procurou impedir que fag e gay sejam usados como insultos genéricos.
Em 1973, um musical da Broadway chamado "The Faggot" foi elogiado pelos críticos, mas condenado pelos proponentes da libertação gay.

### Livros e Revistas
O romance de Larry Kramer, 1978, Faggots discute a comunidade gay, incluindo o uso da palavra dentro e para a comunidade. Uma descrição do romance de 1956, de Pamela Moore, Chocolates for Breakfast, no guia de cultura da Warner Books, 1982, The Catalog of Cool diz: "Sua heroína de quinze anos primeiro brinca com um ator fag em H'wood, depois o faz com alguma contagem italiana hermética, imunda e rica em hotéis".
Em sua edição de novembro de 2002, a New Oxford Review, uma revista católica, causou controvérsia por seu uso e defesa da palavra em um editorial. Durante a correspondência entre os editores e um leitor gay, os editores esclareceram que apenas usariam a palavra para descrever um "homossexual praticante". Eles defenderam o uso da palavra, dizendo que era importante preservar o estigma social de gays e lésbicas.

### Música
Arlo Guthrie usa o epíteto em sua 1,967 assinatura canção "Restaurante de Alice". observando-o como uma maneira potencial de evitar a indução militar na época (Guthrie removeu a palavra das apresentações ao vivo da música no século XXI).
A música de Dire Straits, de 1985, "Money for Nothing", faz uso notável do epíteto faggot, embora as linhas que o contêm sejam extirpadas para tocar no rádio e em apresentações ao vivo do cantor/compositor Mark Knopfler. A música foi banida do airplay pelo Canadian Broadcast Standards Council em 2011, mas a proibição foi revertida no final do mesmo ano.
Em 1989, Sebastian Bach, vocalista da banda Skid Row, criou uma polêmica quando vestiu uma camiseta com o slogan da paródia "Aids: Kills Fags Dead".
A música de 2001 "American Triangle" de Elton John e Bernie Taupin usa a frase Deus odeia fags de onde viemos. A música é sobre Matthew Shepard, um homem de Wyoming que foi morto por ser gay.
A música de 2007 "The Bible Says", que inclui a linha "God Hates Fags" (às vezes usada como título alternativo) causou considerável controvérsia quando foi publicada em vários sites. Aparentemente, uma música anti-gay escrita e tocada por um ex-pastor gay "Donnie Davies", foi acompanhada pelo site realista Love God Way sobre seu "ministério". Seguiu-se um debate sobre se Donnie Davies e a música ultrajante, que incluía alguns participantes duplos, eram reais e se a letra poderia ser considerada aceitável, mesmo em sátira. Donnie Davies foi revelado em 2007 como um personagem interpretado por ator e artista. Alguns defensores dos direitos dos gays reconhecem que, como uma paródia, é bem-humorado, mas afirmam que a mensagem por trás dela ainda é tão maliciosa quanto alguém que possuiu a opinião seriamente.
Em dezembro de 2007, a BBC Radio 1 causou polêmica ao editar a palavra faggot das transmissões da música "Fairytale of New York", de Kirsty MacColl e The Pogues, considerando-a potencialmente homofóbica; no entanto, a edição não se estendeu a outras estações da BBC, como a BBC Radio 2. Após críticas generalizadas e pressão dos ouvintes, a decisão foi revertida e a versão original não editada da música foi restabelecida, com esclarecimentos de Andy Parfitt, o controlador da estação, de que no contexto da música a letra não tinha "intenção negativa".
Patty Griffin usa a palavra faggot na música "Tony", sobre uma colega de classe do ensino médio que cometeu suicídio.
McCafferty usa a palavra faggot na música "Trees" sobre as lutas do vocalista Nick Hartkop que aceitam sua sexualidade.

### Televisão
Em novembro de 2009, o episódio de South Park "The F Word" abordou o uso excessivo da palavra fag. Os meninos usam a palavra para insultar um grupo de motociclistas, dizendo que suas motocicletas barulhentas arruinam o tempo agradável de todos. Funcionários do dicionário, incluindo Emmanuel Lewis, frequentam a cidade e concordam que o significado da palavra não deve mais insultar os homossexuais, mas sim para descrever motociclistas barulhentos que arruinam os bons tempos dos outros. O episódio é uma sátira ao tabu do uso do termo, pois vai contra o politicamente correto.